# 島津忠宗
島津 忠宗（しまづ ただむね）は、鎌倉時代中期から末期にかけての武将。島津氏の第4代当主。鎌倉幕府御家人。第3代当主・島津久経の嫡男。母は相馬胤綱の娘。

## 生涯
島津久経の子として生まれ、元服して忠宗と名乗る（年代的に考えて、｢宗｣の字は鎌倉幕府第8代執権・北条時宗より下賜されたものと考えられる）。元寇時は九州にて父と共に活躍して武功を挙げた。弘安7年（1284年）、父の死により家督を継ぐ。永仁年間には鎮西探題・北条実政の下で引付の職務にあり、西国の控訴の裁定に関与した。
文保元年（1317年）、日向国高知尾庄や肥前国松浦庄などの地頭に任じられた。そしてこれらの所領を嫡男の島津貞久をはじめとする多くの息子たちに与えている。これにより、北郷氏や樺山氏、新納氏などの諸氏が成立した。
正中2年（1325年）11月12日、75歳で死去し、後を子の貞久が継いだ。墓所は鹿児島（現:鹿児島市）本立寺跡や出水郡（現:出水市）野田町感応寺跡。

## 系譜
- 父：島津久経（1225 - 1284） - 島津氏3代当主
- 母：浄温夫人 - 相馬胤綱の女
- 妻：理玄夫人 - 三池道智の女
  - 長男：島津貞久（1269 - 1363） - 島津氏5代当主
- 母不詳
  - 次男：和泉忠氏（???? - 1351） - 和泉氏祖
  - 三男：佐多忠光（???? - 1344） - 佐多氏祖
  - 四男：新納時久 - 新納氏祖
  - 五男：樺山資久 - 樺山氏祖
  - 六男：北郷資忠 - 北郷氏祖
  - 七男：石坂久泰 - 石坂氏祖
  - 女：伊作宗久室

## その他
『島津系図』、『西藩野史』、『薩藩旧記雑録』等によると、忠宗は和歌に優れていたとされ、『続千載和歌集』・『新後撰和歌集』入集の詠歌3首が載録されているが、同時代、越前島津氏忠景の子に同名の武将が存在し、『勅撰作者部類』には、当該歌の作者について「惟宗（島津）忠宗　常陸介忠景男」と明記されている。越前島津氏は、鎌倉期に数人の歌人を輩出していることもあり、これは越前家の忠宗の作品であろうと考えられる。